# Capelinha das Aparições
A Capelinha das Aparições é uma capela localizada no lugar da Cova da Iria, em Fátima, no recinto do Santuário de Fátima, em Portugal.
O pedestal onde se encontra a escultura original de Nossa Senhora de Fátima marca o sítio exacto onde estava a pequena azinheira sobre a qual se acredita que a Santíssima Virgem Maria apareceu aos três pastorinhos – Lúcia, Francisco e Jacinta – a 13 de maio, de junho, de julho, de setembro e de outubro de 1917.

## A Capelinha

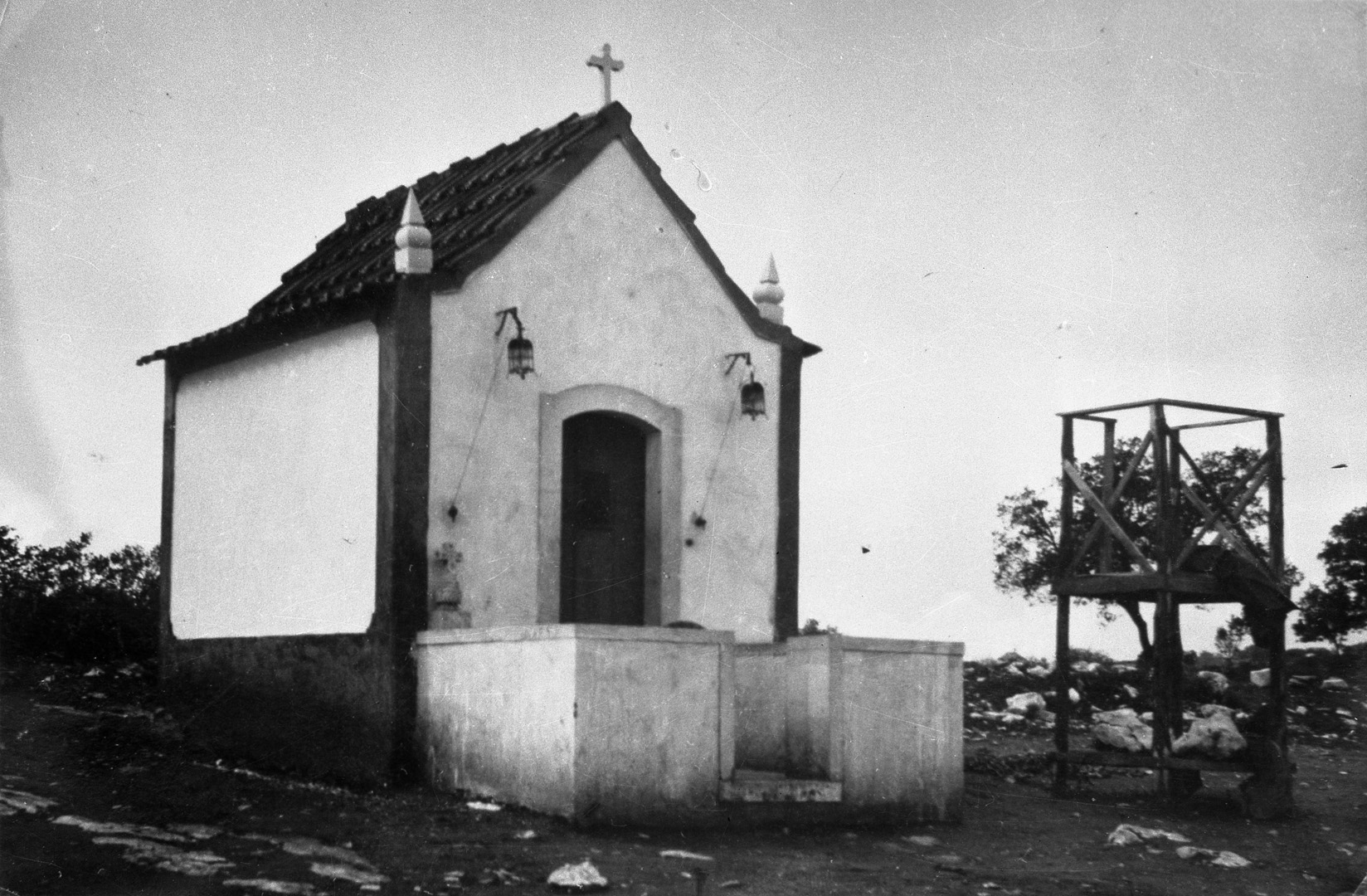
A Capelinha das Aparições em 1922.

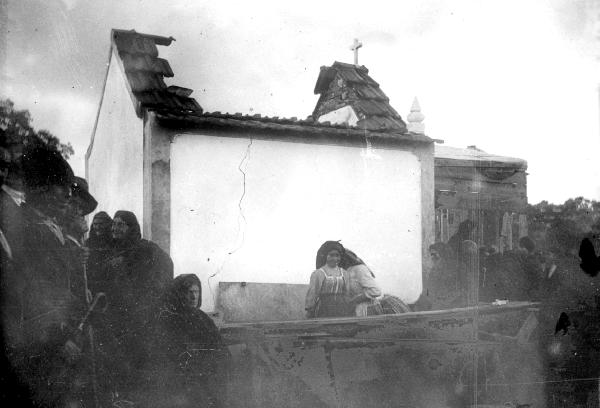
A Capelinha das Aparições, dinamitada, em Março de 1922.

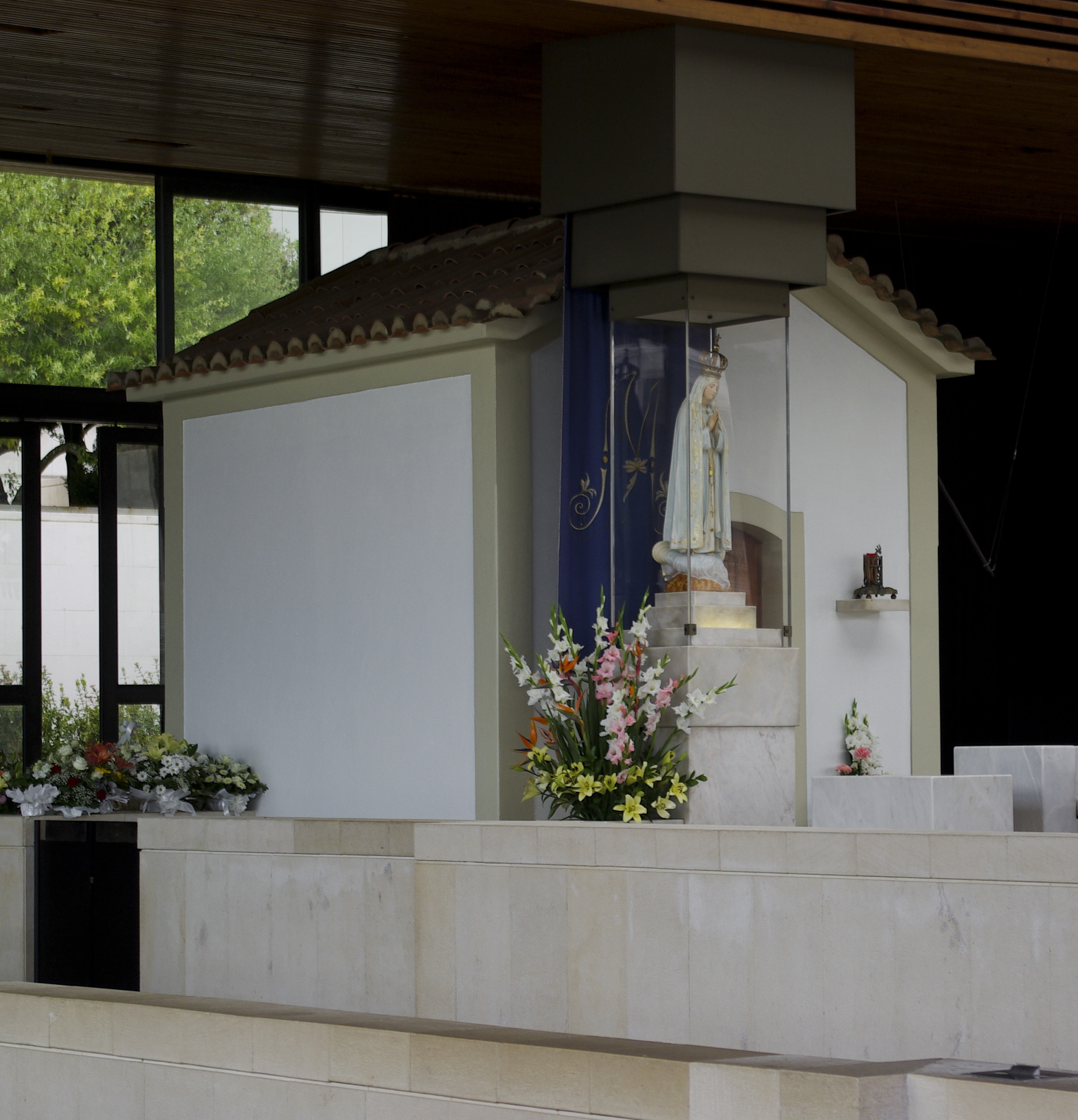
Aspeto atual da Capelinha das Aparições.

A capelinha foi construída em 1919 em resposta ao pedido de Nossa Senhora do Rosário: Quero que façam aqui uma capela em minha honra. De tamanho pouco maior que um nicho, a capela nasceu do voluntarismo de Maria dos Santos Carreira, uma mulher do povo que, desde o dia 13 de junho de 1917, acorria à Cova da Iria. Contudo, antes da construção da Capelinha houve um arco construído em madeira sobre a azinheira das aparições. Maria dos Santos Carreira começou por limpar o mato em volta da azinheira e enfeitá-la com flores e fitas devocionais. Depois, com a ajuda do marido, construiu um muro à volta da azinheira e ergueu um arco de madeira.
Quando este arco foi destruído em Outubro de 1917 e levado para Santarém (para aí ser exibido numa paródia de procissão) já o povo deixava esmolas junto à azinheira. Foi Maria dos Santos Carreira quem guardou cuidadosamente essas esmolas. As primeiras foram 30 réis e umas peças de fruta. Mas rapidamente ficou com um saco de pano cheio de moedas. O destino a dar às esmolas deixadas em Fátima foi de tal modo importante que o Padre Manuel Nunes Formigão o incluiu no interrogatório que fez a Lúcia:
“O que declarou a Senhora que se devia fazer ao dinheiro que o povo deposita na Cova da Iria ao pé da carrasqueira? – perguntou o padre Formigão a Lúcia que, na sua resposta, diz terem sido estas as ordens da senhora: – Disse que parte desse dinheiro seria destinado ao culto e festa da Senhora do Rosário e a outra parte para ajuda de uma capela nova.”
Em 1919, as esmolas guardadas por Maria Santos Carreira já ascendiam a 357.000 reis de ofertas e quarenta litros de azeite. 
Edificou-se no local exacto das aparições decorridas em Fátima no ano de 1917. De 28 de abril a 15 de junho de 1919, a tarefa foi executada pelo pedreiro Joaquim Barbeiro da povoação de Santa Catarina da Serra.
A 13 de outubro de 1921 passou a ser permitida oficialmente a celebração da Missa, pela primeira vez, junto à Capelinha.
Maria dos Santos Carreira tornar-se-ia na popularmente designada Maria da Capelinha e a Cova da Iria ganhava um templo cuja pequenez era inversa à importância que tinha para os peregrinos.
Em 6 de março de 1922, a capelinha foi dinamitada por desconhecidos, mas foi reconstruida nesse mesmo ano.
Em 1982 foi construído um vasto alpendre da autoria do arquiteto José Carlos Loureiro, tendo sido inaugurado aquando da visita do Papa João Paulo II em 12 de maio nesse ano.
Em 1988, declarado Ano Mariano, o alpendre da capelinha foi forrado com madeira de pinho, proveniente da Rússia, norte da Sibéria. Foi escolhida esta madeira pela sua durabilidade e leveza.
A capelinha original, embora sujeita a ligeiras reparações no decorrer dos anos, mantém os traços de uma ermida popular.

## A imagem de Nossa Senhora

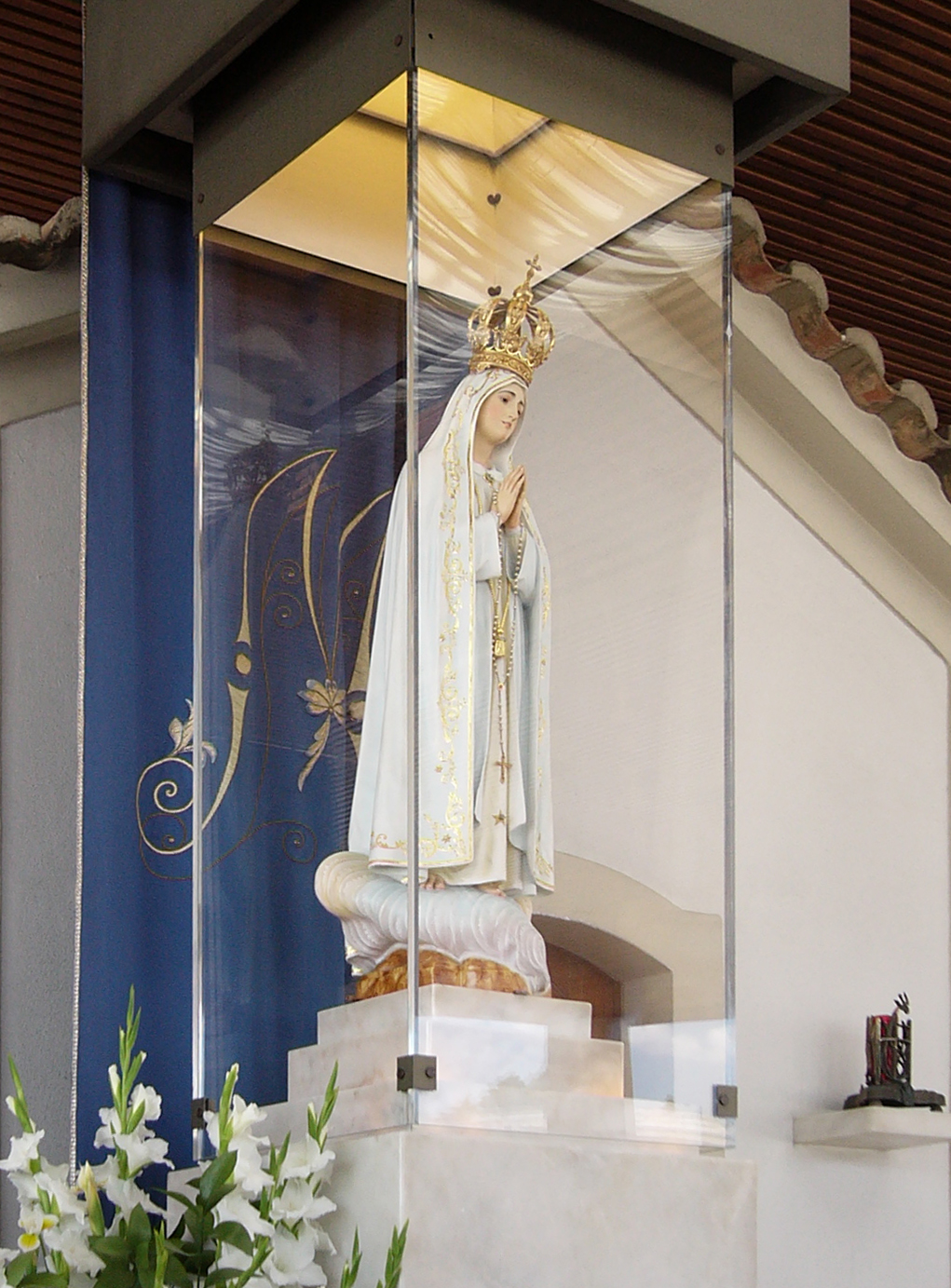
A imagem original de Nossa Senhora situada num pedestal que marca o local exacto onde apareceu aos pastorinhos.

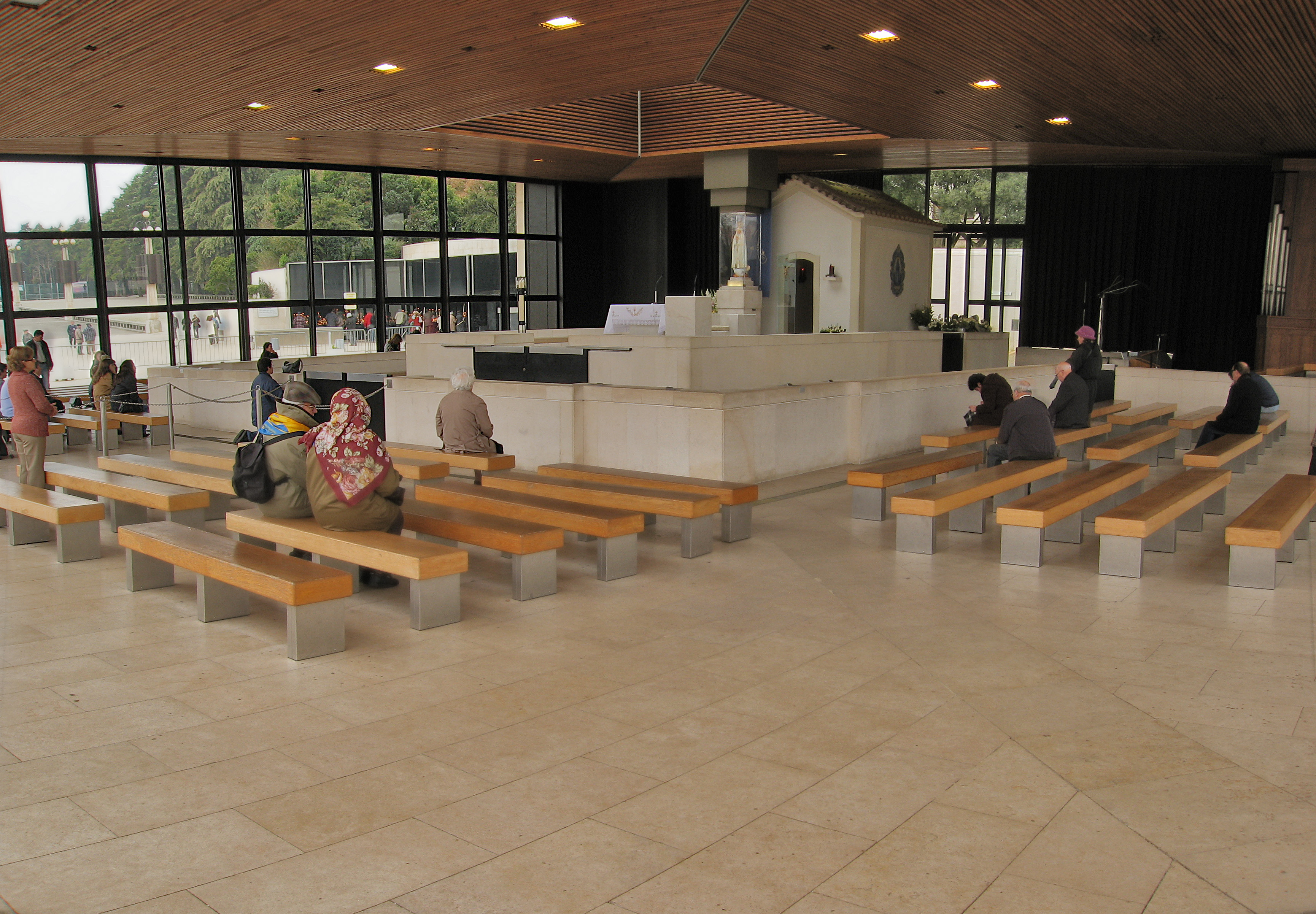
A Capelinha das Aparições de Fátima.

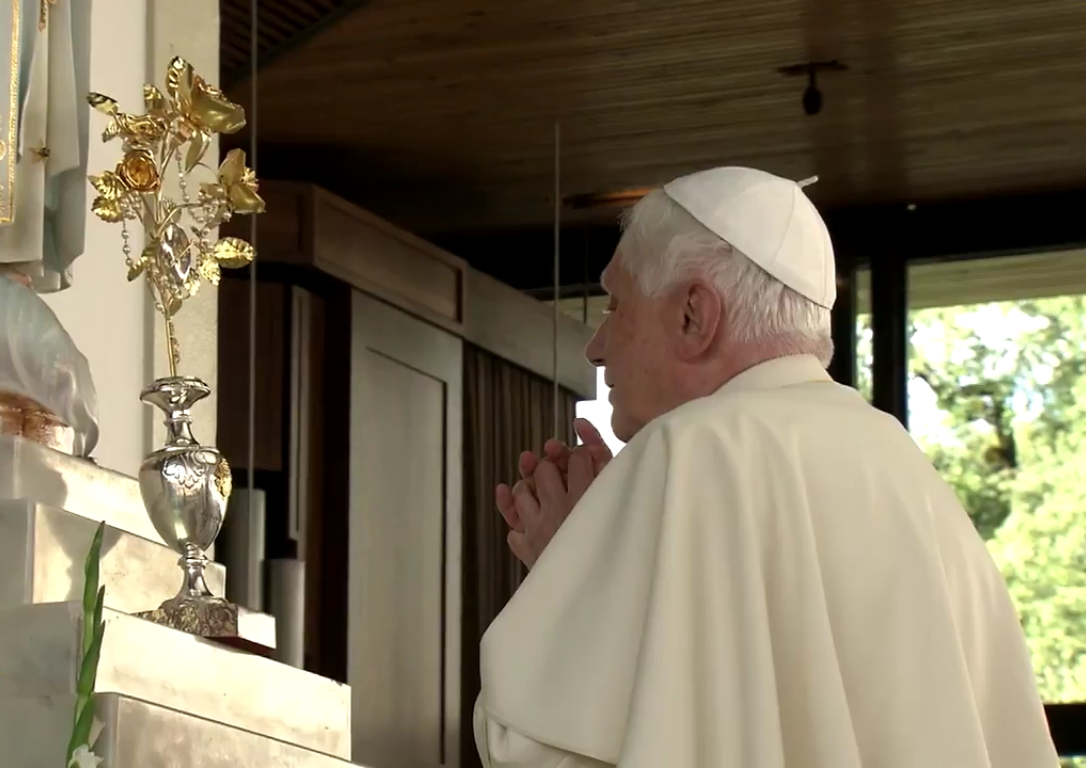
O Papa Bento XVI entrega a segunda Rosa de Ouro a Nossa Senhora de Fátima no dia 12 de maio de 2010, na Capelinha das Aparições da Cova da Iria.

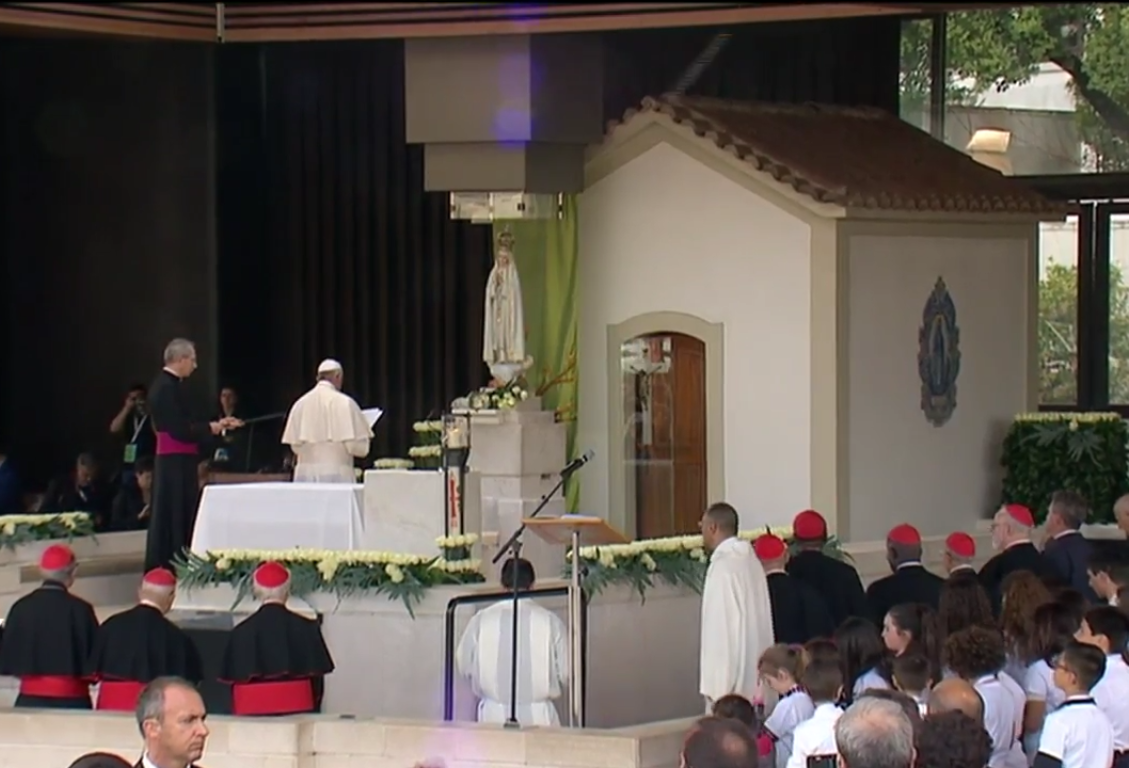
O Papa Francisco na Capelinha das Aparições da Cova da Iria, em Fátima.

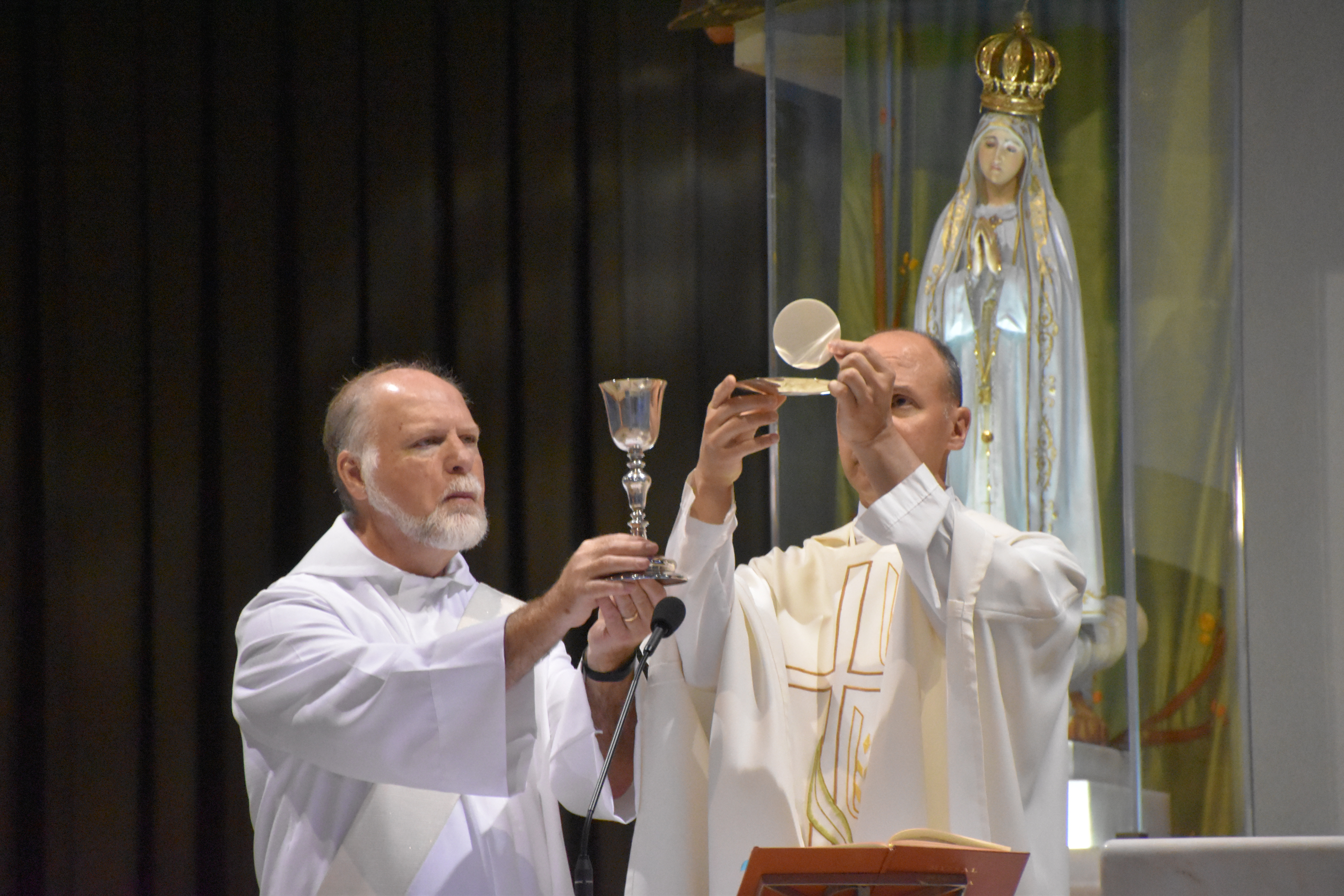
Celebração eucarística na Capelinha das Aparições de Fátima.

A estátua original foi oferecida por Gilberto Fernandes dos Santos em 1920 e encomendada à Casa Fânzeres de Braga, segundo as indicações da Irmã Lúcia. A obra de escultura foi realizada por José Ferreira Thedim em madeira, cedro do Brasil, mede 1 metro e 37 centímetros e pesa 19 quilos. Conta o professor Xavier Coutinho que ela foi inspirada numa imagem já existente da Nossa Senhora da Lapa, da Casa Estrela, "com pequenas modificações de pormenor". Thedim realizou algumas alterações na imagem, mais tarde, nos anos 50.
A 13 de Maio de 1920, a imagem de Nossa Senhora de Fátima é benzida na Igreja Paroquial de Fátima pelo Rev. António de Oliveira Reis, arcipreste de Torres Novas. A estátua é entronizada na Capelinha a 13 de Junho do mesmo ano. É coroada solenemente a 13 de Maio de 1946 pelo legado pontifício Cardeal Bento Aloisi Masella.
A coroa de ouro foi oferecida por um grupo de mulheres portuguesas a 13 de Outubro de 1942, em ação de graças por Portugal não ter entrado na Segunda Guerra Mundial. Foi executada gratuitamente por 12 artesãos da casa Leitão & Irmão em Lisboa durante três meses. Pesa 1200 gramas e contém 313 pérolas e 2679 pedras preciosas. Tem incrustada a bala oferecida por João Paulo II no atentado de que foi vítima em Roma, a 13 de Maio de 1981, em sinal de agradecimento à Virgem, por lhe salvo a vida.

### Réplicas
Na década de 1940, foram produzidas doze réplicas oficiais desta imagem da Virgem, destinadas a viajar pelo mundo em missão evangelizadora. Após o cumprimento da sua missão, todas as réplicas regressaram ao santuário de Fátima, exceto a imagem que chegou a Málaga. Por desejo expresso do então bispo, Ángel Herrera Oria, a réplica permaneceu na cidade do sul de Espanha e, desde então, é popularmente conhecida como “La Peregrina” (“A Peregrina”, em português).

### Viagens
Em Junho de 2013, e pela primeira vez, a imagem saiu da capelinha para poder ser analisado o seu estado de conservação. Os exames foram feitos no Instituto Politécnico de Tomar e revelaram estar em bom estado, atendendo à sua idade quase centenária. A saída da imagem de Fátima obrigou a medidas de segurança especiais, incluindo guardas e agentes de seguros.
A imagem apenas deixa a Capelinha das Aparições em ocasiões consideradas muito especiais. A estátua original apenas saiu da Capelinha 13 vezes, e para o estrangeiro apenas foi a Espanha e ao Vaticano três vezes - em Março de 1984, a pedido do Papa João Paulo II, quando fez a Consagração do mundo ao Imaculado Coração de Maria, em Outubro de 2000, para estar presente na Praça de São Pedro na consagração do novo milénio à Virgem Santíssima e em 12 e 13 de Outubro de 2013, como ícone na Jornada Mariana a pedido do Papa Francisco.
1.ª - entre 7 e 13 de Abril de 1942, para o encerramento de um congresso promovido pelo Conselho Nacional da Juventude Católica Feminina, em Lisboa.
2.ª - entre 22 de Novembro e  24 de Dezembro de 1946, por ocasião do tricentenário da proclamação de Nossa Senhora da Conceição como Padroeira de Portugal, num périplo pela Estremadura e Ribatejo.
3.ª - entre Outubro de 1947 e Janeiro de 1948  a imagem peregrinou pelo Alentejo e Algarve, passando a fronteira luso-espanhola por duas vezes, em Elvas, Badajoz e Vila Real de Santo António.
4.ª - entre 22 de Maio e 2 de Junho de 1948 a Madrid, por ocasião do Congresso Mariano Diocesano, passando por outras localidades.
5.ª - entre 9 de Junho e 13 de Agosto de 1951, com a visita a todas as paróquias da Diocese de Leiria.
6.ª - a 17 de Maio de 1959, por ocasião da inauguração do Monumento a Cristo Rei, visitou novamente Lisboa e Almada.
7.ª - entre 24 e 25 de Março de 1984 foi levada ao Vaticano, a pedido do Papa João Paulo II. No dia 25, na Praça de São Pedro, marcou presença na Consagração do Mundo ao Imaculado Coração de Maria, durante a celebração eucarística presidida pelo Papa.
8.ª - a 8 de Outubro de 2000 volta ao Vaticano para a Consagração do Novo Milénio à Virgem Santíssima, feita pelo Papa João Paulo II na Praça de São Pedro.
9.ª - em 12 de Novembro de 2005, ocasião em que a cidade de Lisboa se consagrou a Nossa Senhora de Fátima, numa das várias iniciativas que integraram o programa religioso do Congresso Internacional para a Nova Evangelização, que decorreu de 5 a 13 de Novembro.
10.ª - entre 16 e 17 de Maio de 2009, por ocasião das comemorações do Cinquentenário do Santuário Nacional de Cristo Rei, momento que celebrou a mesma visita feita 50 anos antes.
11.ª - entre 21 a 23 de Maio de 2010 foi levada à "Festa da Fé" na cidade de Leiria, a pedido de D. António Marto, então bispo de Leiria-Fátima.
12.ª - entre 12 e 13 de Outubro de 2013 voltou de novo ao Vaticano, em resposta ao desejo do Papa Francisco de a ter como ícone na Jornada Mariana promovida pelo Pontifício Conselho para a Promoção da Nova Evangelização. No dia 12, pelas 17 horas, foi acolhida na Praça de São Pedro com a presença do Santo Padre e no dia 13 o Papa fez diante da Imagem a Consagração do Mundo ao Imaculado Coração de Maria.
Esta foi a primeira vez que a imagem original não esteve presente no santuário numa data de uma grande peregrinação aniversária, isto é, as que ocorrem num dia 13 de um mês entre maio e outubro. Nessa ocasião, a imagem foi substituída pela da Virgem Peregrina de Fátima, entronizada na Basílica de Nossa Senhora do Rosário desde 8 de dezembro de 2003.
13.ª - 6 de Agosto de 2023. Por desejo expresso do Papa Francisco, a imagem é transportada para Lisboa e exposta no altar do Parque Tejo, na missa de encerramento da Jornada Mundial da Juventude em Portugal.

## Réplicas da Capelinha das Aparições pelo mundo
O Santuário de Fátima tem conhecimento de oito réplicas autorizadas da Capelinha das Aparições espalhadas pelo mundo. No entanto, podem "existir outras de uso particular".
- Capelinha das Aparições de Nossa Senhora de Fátima, Washington, Estados Unidos da América
- Capelinha das Aparições de Nossa Senhora de Fátima, Guanica, Porto Rico
- Capelinha das Aparições de Nossa Senhora de Fátima, Seveso, Milão, Itália
- Capelinha das Aparições de Nossa Senhora de Fátima, Rio de Janeiro, Brasil
- Capelinha das Aparições de Nossa Senhora de Fátima, Rio Grande do Norte, Brasil
- Capelinha das Aparições de Nossa Senhora de Fátima, em Cebu, Filipinas
- Capelinha das Aparições de Nossa Senhora de Fátima, Koclirov, na Chéquia
- Capelinha das Aparições de Nossa Senhora de Fátima, Szczecin, Polónia[15]

## Galeria de fotografias

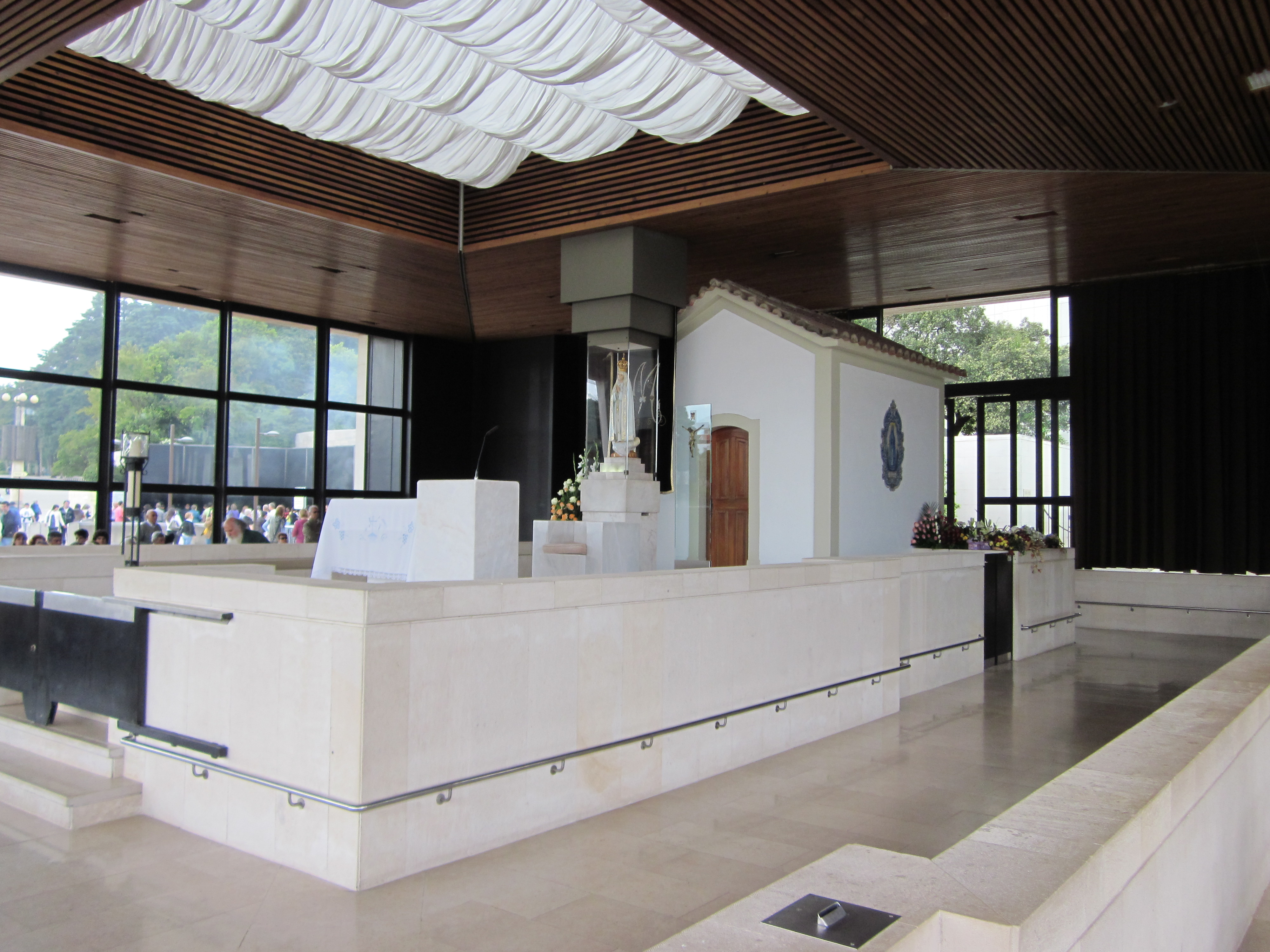
Vista geral da Capelinha
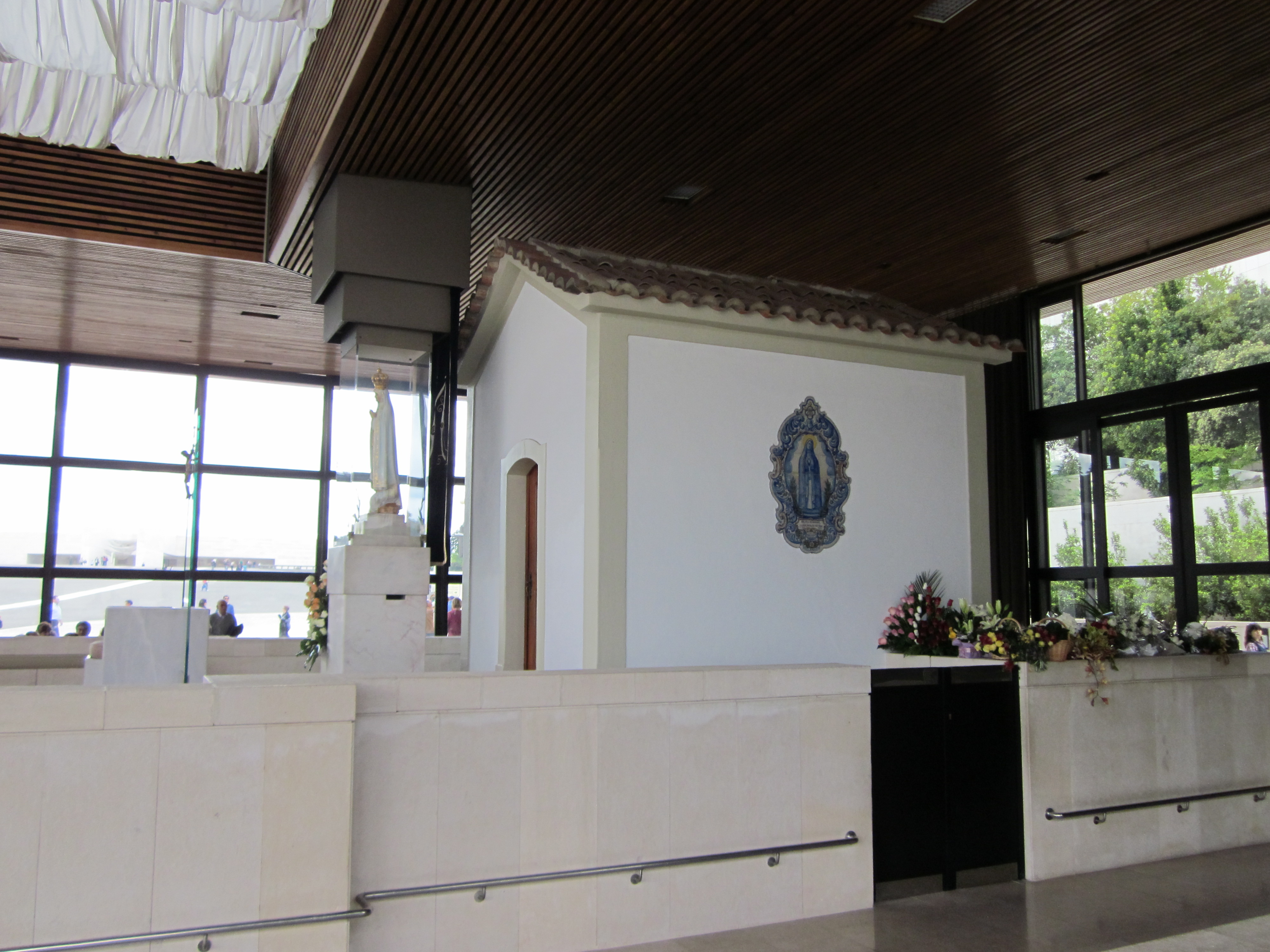
Vista lateral
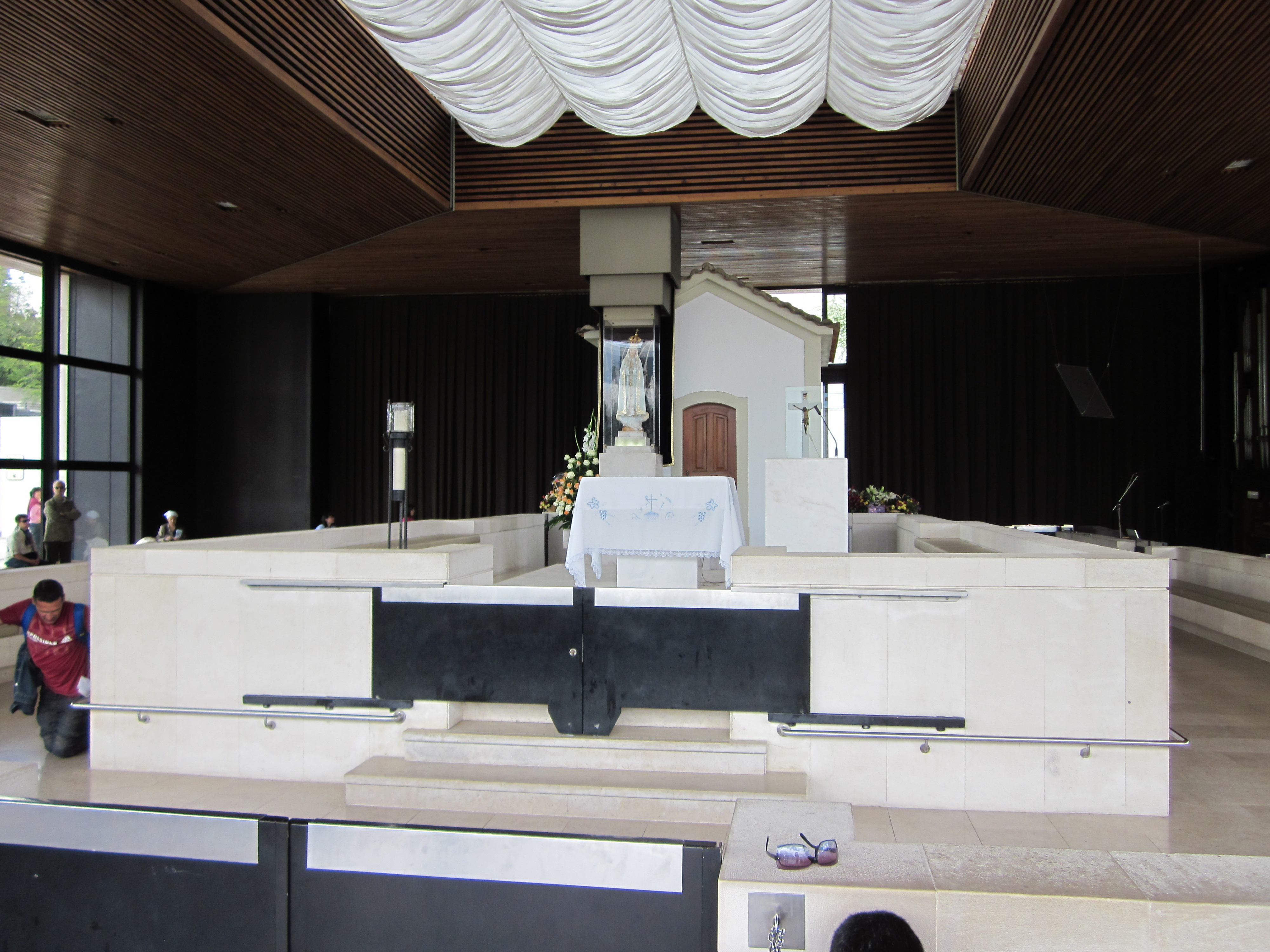
Vista frontal
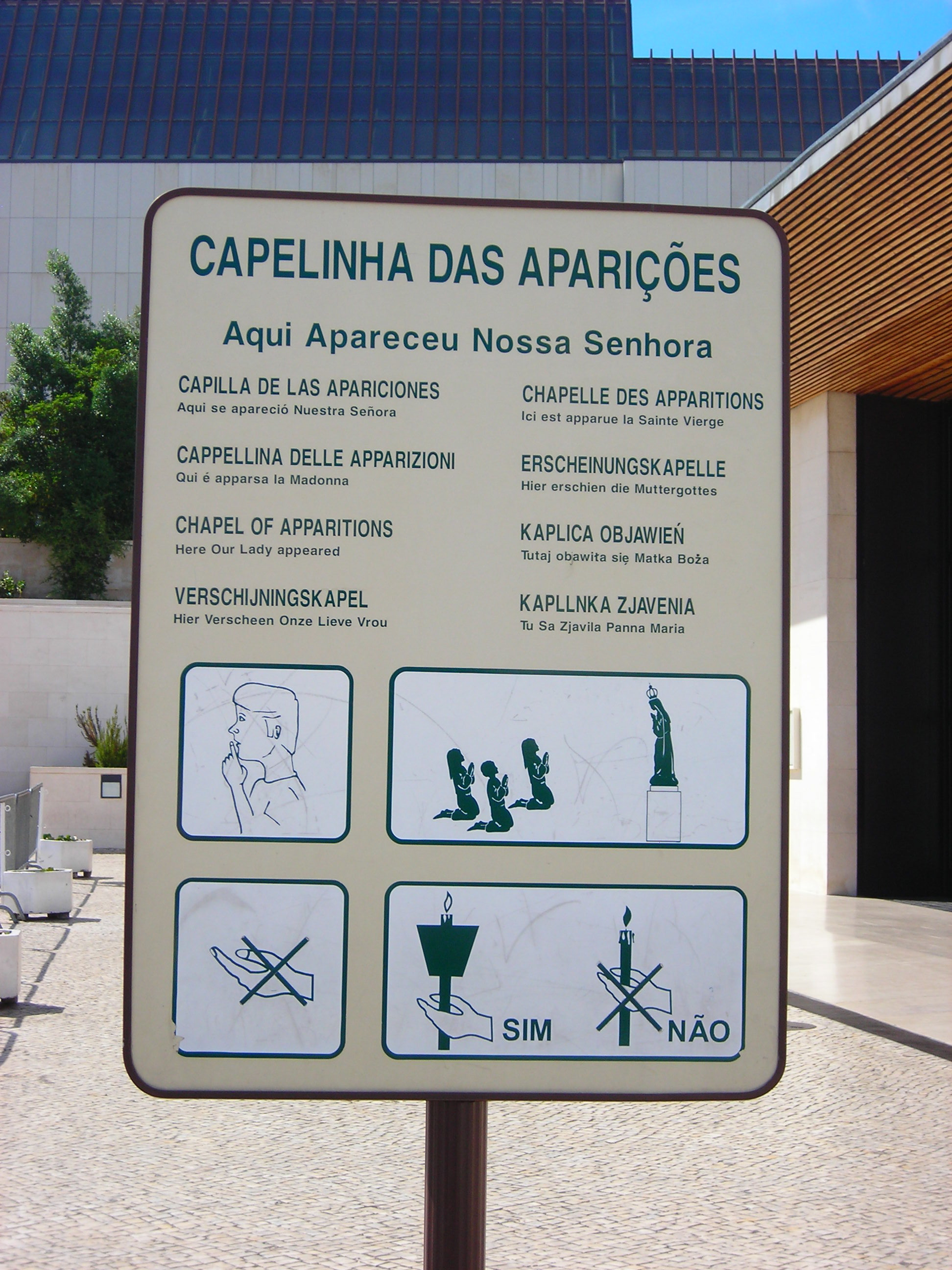
Informações aos visitantes